# Hirebidanur, Gauribidanur
Hirebidanur là một làng thuộc tehsil Gauribidanur, huyện Chikkaballapur, bang Karnataka, Ấn Độ.